# 仁里水族乡
仁里水族乡是中华人民共和国贵州省黔东南苗族侗族自治州榕江县下辖的一个民族乡。

## 行政区划
仁里水族乡下辖以下村级行政区划单位：
仁吉村、通倒村、太元村、公街村、党民村、乔腮村、摆赖村和寿昌村。